# Chiesa dei Santi Angeli Custodi al Tritone

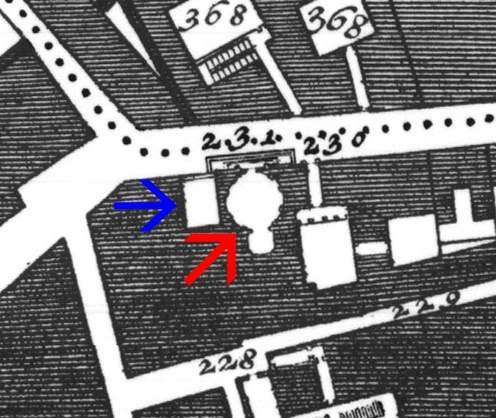
La chiesa nella pianta di G. B. Nolli

La chiesa dei Santi Angeli Custodi era una chiesa di Roma, nel rione Trevi, nella via detta di S. Maria d'Idria (o Odigitria) di Costantinopoli poi divenuta parte di via del Tritone. È stata demolita tra il 1928 e il 1929 per l'allargamento di via del Tritone e la costruzione del tunnel sotto il Quirinale.

## Descrizione
La chiesa fu consacrata durante il pontificato di Urbano VIII nel 1624 e affidata all'Arciconfraternita degli Angeli Custodi, che la possedette fino al 1905, quando fu ceduta alle cure della Congregazione dei Preti del Sacro Cuore di Gesù di Bétharram.
La chiesa fu costruita dall'architetto Felice della Greca, mentre la facciata era opera di Mattia de Rossi; la casa della confraternita, adiacente all'edificio sacro, includeva un altorilievo raffigurante un angelo con la scritta: “Custos in via”. L'interno si presentava a pianta ellittica; l'altare maggiore, terminato nel 1681 su progetto di Carlo Rainaldi, racchiudeva un dipinto raffigurante l'Angelo Custode di Giacinto Brandi. Lateralmente vi erano due altari, uno dedicato a sant'Antonio da Padova, raffigurato in una preziosa tela romana di Luca Giordano; l'altro dedicato alla Vergine Maria, con una tela di Carlo Maratta raffigurante la Vergine che dona il rosario a san Domenico. Una lapide interna ricordava che alla Confraternita degli Angeli Custodi apparteneva anche papa Clemente XI, che dotò la chiesa di ricchi ornamenti. Infine sembra che la chiesa contenesse anche una tela di Caterina Ginnasi, pittrice del Seicento.